# Ochthebius lacustatta
Ochthebius lacustatta är en skalbaggsart som beskrevs av Manfred A. Jäch 1991. Ochthebius lacustatta ingår i släktet Ochthebius och familjen vattenbrynsbaggar. Inga underarter finns listade i Catalogue of Life.